# Кана Галілейська
Кана Галілейська, Кана Галилейська, Кфар-Кана або Кафр-Кана (івр. כְּפַר כַּנָּא) — історичне село у Галілеї, розташоване у 6 км на північний схід від м. Назарет, відома з біблійного сюжету про Весілля в Кані Галілейській. Історично є в коліні Завулон.
Традиція, що відома з VIII століття ідентифікує Кану Галілейську як місце теперішнього поселення — Кафр-Кана арабською мовою (Кфар-Кана на івриті), розташованого неповних 5 км від Назарета. У XI–XII ст. цю назву відносили до «Хірбет Кани», поселення розташованого на північ на 14 км від Назарета. Однак ця думка не отримала пізніше підтримки — і Кану Галілейську надалі ототожнюють із Кафр-Каною.

## У Біблії
У Євангелії від Івана зазначено, що учень Христа Натанаїл був родом із Кани Галілейської (Ів. 21:2). Натанаїла більшість біблеїстів ототожнює з апостолом Варфоломієм. І саме по розмові з ним, на третій день прийшов Ісус разом з учнями в Кану Галілейську де вже була і Мати Його. Саме тут, за Євангелієм від Івана, Господь зробив перше диво свого суспільного служіння — перетворення води на вино. Сталося це під час весільного бенкету, на якому був присутній Ісус разом з Марією.

| «Третього ж дня весілля відбувалося в Кані Галилейській, і була там мати Ісусова. Отож запрошено на те весілля й Ісуса та його учнів. Коли ж не вистачило вина, мати Ісусова й каже до нього: «Вина в них нема.» Відрік їй Ісус: «Що мені, жінко, — а й тобі? Таж не прийшла година моя!» Але мати його мовила до слуг: «Що лиш скаже вам, — робіть.» Було ж там шестеро кам'яних посудин на воду, щоб очищуватися по-юдейському; кожна вміщала дві або три мірки. Сказав їм Ісус: «Наповніть посудини водою.» Вони й виповнили їх по вінця. А він їм далі каже: «Зачерпніть тепер та й несіть до старости весільного.» Тож понесли. Коли ж покуштував староста воду, що на вино обернулась, — а не знав же, звідки воно взялося: слуги лише знали, котрі води зачерпнули були, — то закликав староста молодого і до нього мовив:; «Всяк чоловік добре вино спершу подає, а гірше, — як уп'ються. Ти ж приховав добре вино аж он по сю пору. Ось такий чудес початок учинив Ісус у Кані Галилейській, і велич тим свою об'явив, — тож і учні його увірували в нього.» [3] |
Пізніше Ісус ще раз зупинявся в Кані Галілейській і під час перебування там сотворив диво зцілення словом. До нього прийшов якийсь царедворець з Капернаума, чий син був важко хворий.

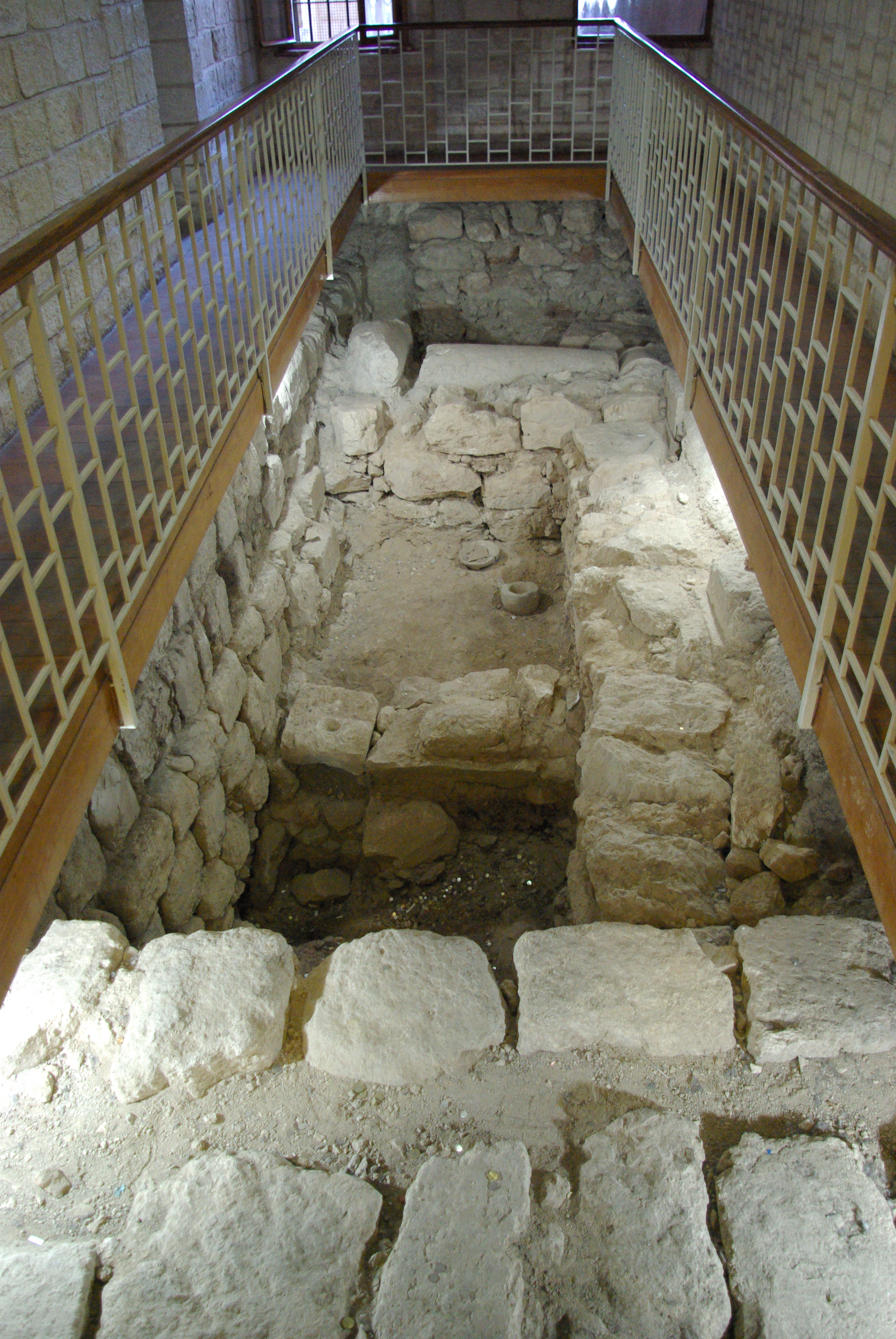
Залишки дому, де відбулося відоме біблійне Весілля в Кані Галілейській

| «Він же подався знов у Кану Галилейську, де ото був перетворив воду на вино. А був один царський урядовець, син якого слабував у Капернаумі. Зачувши, що Ісус прибув з Юдеї в Галилею, прийшов він до нього та й заходився просити, аби прибув і оздоровив його сина, той бо мав уже вмирати. Ісус і каже до нього: «Не увіруєте, якщо не побачите чудес та див!» А царський урядовець йому: «Господи, зійди, заки вмре моя дитина!» Промовив Ісус до нього: «Іди, син твій живий.» Повірив чоловік слову, що вирік йому Ісус, та й пішов собі. А коли був уже в дорозі, слуги, що йому назустріч вийшли, сказали йому, що син його живий-здоровий. Він же спитав їх, о котрій годині йому полегшало. «Учора ввечері о сьомій годині пропасниця його полишила», - сказали вони йому. І зрозумів батько, що о тій самій годині сталося те, коли ото Ісус йому сказав: «Син твій живий.» І увірував сам, та й увесь дім його. Це ж друге диво вчинив Ісус, повернувшися з Юдеї у Галилею. » [4] |

## Кафр Кана
Сьогодні Кфар Кана (Кафр Кана) — це місце, яке відвідує величезна кількість християн, особливо подружніх пар. Щороку подружжя прибувають сюди для того, щоб пройти особливу церемонію — повторити тут подружню присягу. Церкву, споруджену на місці сотворення Чуда Господнього, християни називають «Храмом весілля Господа» чи «Храмом Вінчання» і вважають, що шлюб, укладений в цьому храмі, найщасливіший і найнадійніший. Недалеко від Храму Вінчання на місці будинку апостола Варфоломія  також побудована Церква апостола Варфоломія. На півдні селища досі б'є джерело, яке в давнину служило єдиним джерелом води в цьому населеному пункті. Християни, особливо паломники, завжди шанували його, тому що вважали, що саме з нього принесли воду в ті кам'яні глеки, у яких відбулося знамените диво.